# Bed & Breakfast
Bed & Breakfast war eine deutsche Boygroup aus Hamburg.

## Überblick
Die Gruppe bestand aus Florian Walberg, Kofi Ansuhenne, Daniel Aminati und David Jost. Sie gilt als die erste und auch erfolgreichste Boygroup Deutschlands. Daniel Aminati wollte bald eine Solo-Karriere beginnen und stieg 1996 aus.
Nach zwei in Deutschland veröffentlichten Alben, tourte Bed & Breakfast bis 1999 im europäischen und asiatischen Ausland. 1999 veröffentlichte die Band auf ihrem eigenen Label das selbst komponierte Lied Deep In My Mind. Der rocklastige Titel verpasste allerdings den Sprung in die oberen Plätze der Charts. 2001 veröffentlichte die Band unter dem Namen Glass die rockige Single Out Of Nowhere, verpasste die Charts und löste sich im Anschluss auf.
Parallel zur Musikkarriere moderierte Walberg die Fernsehsendung Bravo TV, gründete ein Label und einen Verlag, inzwischen ist er Unternehmer und Hersteller für Elektroroller.
Jost komponierte unter anderem Songs für Patrick Nuo und produzierte die Band Tokio Hotel, mittlerweile ist er ein Produzent und lebt in Los Angeles.
Aminati war als Schauspieler u. a. in der Sat.1-Serie Alphateam tätig, moderierte die Fernsehsendungen Galileo und taff.

## Diskografie

### Studioalben
| Jahr | Titel         | Höchstplatzierung, Gesamtwochen, AuszeichnungChartplatzierungen (Jahr, Titel, Platzierungen, Wochen, Auszeichnungen, Anmerkungen) | Höchstplatzierung, Gesamtwochen, AuszeichnungChartplatzierungen (Jahr, Titel, Platzierungen, Wochen, Auszeichnungen, Anmerkungen) | Höchstplatzierung, Gesamtwochen, AuszeichnungChartplatzierungen (Jahr, Titel, Platzierungen, Wochen, Auszeichnungen, Anmerkungen) | Anmerkungen                            |
| Jahr | Titel         | DE | AT | CH | Anmerkungen                            |
| ---- | ------------- | --- | --- | --- | -------------------------------------- |
| 1995 | Stay Together | DE20 (23 Wo.)DE | AT40 (9 Wo.)AT | CH24 (7 Wo.)CH | Erstveröffentlichung: 3. November 1995 |
| 1996 | In Your Face  | DE67 (1 Wo.)DE | — | — | Erstveröffentlichung: 25. Oktober 1996 |

### Singles
| Jahr | Titel Album                                                      | Höchstplatzierung, Gesamtwochen, AuszeichnungChartsChartplatzierungen (Jahr, Titel, Album, Platzierungen, Wochen, Auszeichnungen, Anmerkungen) | Anmerkungen                                                    |
| Jahr | Titel Album                                                      | DE | Anmerkungen                                                    |
| ---- | ---------------------------------------------------------------- | --- | -------------------------------------------------------------- |
| 1995 | You Made Me Believe In Magic Stay Together                       | DE68 (10 Wo.)DE | Erstveröffentlichung: 10. März 1995                            |
| 1995 | If You Were Mine / Everytime Stay Together                       | DE35 (21 Wo.)DE | Erstveröffentlichung: 25. August 1995                          |
| 1995 | Stay Together / What Goes Up, Must Come Down Stay Together       | DE37 (15 Wo.)DE | Erstveröffentlichung: 20. November 1995                        |
| 1996 | If I Could Change The World / Take It To The Limit Stay Together | DE61 (8 Wo.)DE | Erstveröffentlichung: 22. März 1996                            |
| 1996 | I Will Follow You / Take It To The Heart In Your Face            | DE97 (2 Wo.)DE | Erstveröffentlichung: 20. September 1996                       |
| 1996 | Falling In Love Stay Together                                    | DE73 (5 Wo.)DE | Erstveröffentlichung: 6. Dezember 1996                         |
| 1997 | Get It Right –                                                   | DE46 (7 Wo.)DE | Erstveröffentlichung: 13. Juni 1997 mit Mola Adebisi & Sqeezer |
| 1997 | All I Wanna Do –                                                 | DE62 (8 Wo.)DE | Erstveröffentlichung: 15. September 1997                       |

Weitere Singles
- 1998: Go Hand In Hand For Christmas Day (mit Hand In Hand For Children AllStars)
- 1999: Deep In My Mind

## Auszeichnungen
- RSH-Gold
  - 1997: in der Kategorie „Regionale Band des Jahres“[3]